# Nationaal Songfestival 1963
Het Nationaal Songfestival 1963 was de Nederlandse preselectie voor het Eurovisiesongfestival van dat jaar. Zangeres Annie Palmen werd intern geselecteerd om drie nummers te zingen: Geen ander, Hoor je mij en Kijk daar is de zon. Palmen had in 1960 al eens meegedaan aan het Nationaal Songfestival, maar het toen moeten afleggen tegen Rudi Carrell. 
Vanwege een staking van het orkest vond het Nationaal Songfestival van 1963 geen doorgang. Palmen zong de nummers met orkestband enkel voor de vakjury, terwijl de finale op televisie kwam te vervallen. Het winnende nummer werd Geen ander,  De titel en tekst van het lied werden niet lang hierna gewijzigd in Een droombeeld en uiteindelijk in de definitieve titel Een speeldoos. Deze definitieve versie werd op 8 februari 1963 gepresenteerd bij de Rudi Carrell Show
Op het Eurovisiesongfestival in Londen eindigde Annie Palmen met haar liedje op de laatste plaats met nul punten.

## Uitslag
| Plaats                  |
| ----------------------- |
| 1 - Geen ander          |
| 2 - Hoor je mij         |
| 3 - Kijk daar is de zon |

1956 · 1957 · 1958 · 1959 · 1960 · 1961 · 1962 · 1963 · 1964 · 1965 · 1966 · 1967 · 1968 · 1969 · 1970 · 1971 · 1972 · 1973 · 1974 · 1975 · 1976 · 1977 · 1978 · 1979 · 1980 · 1981 · 1982 · 1983 · 1984 · 1986 · 1987 · 1988 · 1989 · 1990 · 1992 · 1993 · 1994 · 1996 · 1997 · 1998 · 1999 · 2000 · 2001 · 2003 · 2004 · 2005 · 2006 · 2007 · 2008 · 2009 · 2010 · 2011 · 2012